# Chiến dịch Faustschlag
Chiến dịch Faustschlag (có thể dịch là Quả thụi, Cú đấm hoặc Tiếng sét) là một chiến dịch tấn công của khối Liên minh Trung tâm trên Mặt trận phía Đông trong cuộc Chiến tranh thế giới thứ nhất, đã diễn ra từ ngày 18 tháng 2 cho đến ngày 3 tháng 3 năm 1918, sau khi Lev D. Trotsky rời khỏi vòng đàm phán. Với chiến dịch này, quân đội Đế quốc Đức dưới quyền chỉ huy của Thượng tướng Bộ binh Erich Ludendorff đã đánh bật được quân đội Nga Xô viết trên suốt 402 km, buộc chính quyền Bolshevik Nga phải ký kết Hòa ước Brest-Litovsk, chấm dứt sự tham chiến của Nga trong Chiến tranh thế giới thứ nhất. Chiến dịch Faustschlag với chiến thắng nhanh chóng của quân đội Đức cũng cho thấy họ là bậc thầy của "Chiến tranh đường sắt" (der Eisenbahnfeldzug). Mặc dù giao tranh đã kéo dài trong vòng 14 ngày, V. I. Lenin, lãnh tụ đảng Bolshevik, đã gọi đây là "Cuộc chiến Mười một ngày" do đại biểu của nước Nga Xô viết đã đến Brest để thỉnh cầu hòa bình vào ngày thứ 11 của chiến dịch.
Vào ngày 16 tháng 12 năm 1917, một hiệp định đình chiến đã được ký kết giữa Nhà nước Nga Xô viết non trẻ và khối Liên minh Trung tâm tại Brest-Litovsk và đàm phán hòa bình bắt đầu. Người Đức đã đưa ra những điều khoản khe khắt mà giới lãnh đạo Nga không tiên liệu. Đại biểu Bolshevik, Lev D. Trotsky, từ chối ký kết hòa ước ban đầu trong khi thực hiện một cuộc ngừng bắn đơn phương, theo chính sách "Không chiến tranh, không hòa bình". Trước tình hình đó, vào ngày 16 tháng 2 năm 1918, tướng Max Hoffmann gửi điện báo cho Nga, rằng đình chiến sẽ kết thúc ngày 18 tháng 2. Thật vậy, vào ngày 18 tháng 12, cuộc chiến trên Mặt trận phía Đông đã tái diễn: một cuộc tấn công 3 mũi đã bùng nổ, với các lực lượng Đức vượt sông Dvina và chiếm được thành phố Pskov. Trên 50 sư đoàn Đức không hề vấp phải sự kháng cự đáng kể của quân Nga. Thời tiết xấu gây gián đoạn và tình trạng nghèo nạn của tiếp tế Nga là những vấn đề thực sự duy nhất. Trong vòng 1 tuần lễ, quân đội Đức đã có được bước tiến lớn. Cuối tháng 2, đạo quân phía bắc của Đức đã chiếm được Narva, đạo quân trung tâm của họ cũng tiến về Smolensk trong khi đạo quân phía nam đã đánh tới Minsk vào ngày 21 tháng 2. Đạo quân phía nam đánh chiếm Ukraina và làm chủ được Kiev vào đầu tháng 3. Đồng thời, tại vùng Kavkaz, quân đội Thổ Nhĩ Kỳ cũng đánh xa đến Baku.
Tình hình cho Lenin thấy là ông không có một đội quân để chiến đấu. Mặc dù ban đầu phần lớn giới lãnh đạo Nga mong muốn tiếp tục chiến tranh, họ đã quyết định thiết lập hòa bình trong một cuộc bầu ngang phiếu. Theo Lenin, điều quan trọng nhất là phải bảo vệ quyền kiểm soát của đảng Bolshevik tại Nga và hòa ước sẽ không kéo dài lâu. Sau khi người Nga đã trở lại vòng đàm phán, quân đội Đức vẫn tiếp tục tiến công và đến gần Petrograd, buộc Nga phải chuyển thủ đô về Moskva. Vào ngày 3 tháng 3, hòa ước Brest-Litovsk đã được ký kết, chấm dứt Chiến dịch Faustschlag. Mặc dù vậy, sau hòa ước Brest-Litovsk, các hoạt động quân sự của Đức vẫn tiếp diễn tại vùng Kavkaz và Krym. Đến cuối tháng 4 năm 1918, các lực lượng Đức đã làm chủ hoàn toàn Phần Lan.